# Bill Collins
William Earl "Bill" Collins (Ottawa, Ontario, Kanada, 1943. július 13. –) profi jégkorongozó.

## Karrier
Komolyabb junior karrierjét az OHA-s Toronto Marlborosban kezdte 1960–1961-ben. 1961–1963 között a szintén OHA-s Whitby Mohawksban játszott, majd az EPHL-es Sudbury Wolvesba került hat rájátszás mérkőzésre. 1963–1964-ben a WHL-es Denver Invadersben és az AHL-es Baltimore Clippersben játszott. A következő szezonban a CPHL-es St. Paul Rangersben, majd a következő szezont a Minnesota Rangersben töltötte. 1966–1967-ben még játszott a Baltimore Clippersben. Mikor 1967-ben kibővült az NHL, akkor az új Minnesota North Stars csapat tagja lett 1967–1970 között. 1970–1971-ben a Montréal Canadiensben játszott. 1971–1974 között a Detroit Red Wings játékosa volt. 1973–1975 között a St. Louis Blues csapatában lépett jégre az NHL-ben. 1975–1976-os bajnok szezonban a New York Rangers csapatának volt a kerettagja. A következő idényben kilenc mérkőzést játszott a Philadelphia Flyersben majd, továbbállt a Washington Capitalsba. A következő szezont is itt játszotta le, majd visszavonult.